# 田村市立常葉中学校
田村市立常葉中学校（たむらしりつときわちゅうがっこう）は、福島県田村市に所在する市立中学校。

## 沿革
- 1975年（昭和50年）1月10日 - 公募により校章制定
- 1995年（平成7年）10月29日 - 全日本合唱コンクール金賞及び文部大臣奨励賞受賞
- 2005年（平成17年）4月1日 - 田村郡5町村合併（田村市発足）により田村市立常葉中学校となる

## 教育目標
学校経営の基本姿勢　～夢の広がる学校の創造～
1. 一人ひとりの生徒を大切にする
生徒の可能性（夢）を引き出し、伸ばす教育を創造します。
社会において自立し、志を持って生きる基礎を養います。
2. 一人ひとりの保護者を大切にする
地域や保護者からの信頼と願い（夢）に応える教育活動を展開します。
保護者の声を大切にし、一緒に子どもを育てていきます。
3. 一人ひとりの教職員を大切にする
教職員の英知とやり甲斐（夢）を集めた教育活動を推進します。
よい学びを創り出し、授業で勝負できる教師を目指します。

## 通学区域
田村市のうち、旧常葉町域。

## 交通
- JR船引駅から福島交通バスに乗車、「常葉中町」バス停下車
- 磐越自動車道船引三春インターチェンジから国道288号を東へ、車で約25分